# Soponya
Soponya es un pueblo del distrito de Székesfehérvár, en el condado de Fejér, Hungría.

## Galería

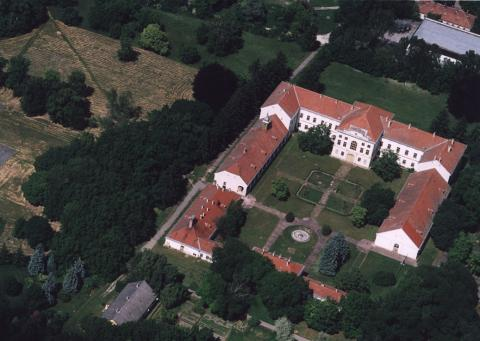
El palacio de Soponya desde una vista aérea
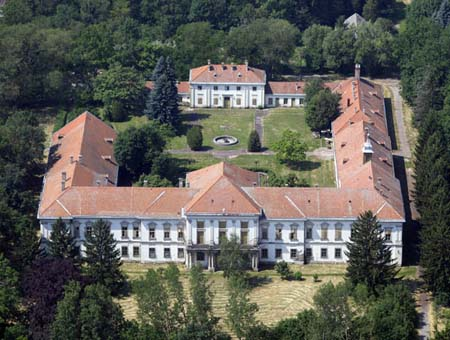
Parte frontal del palacio
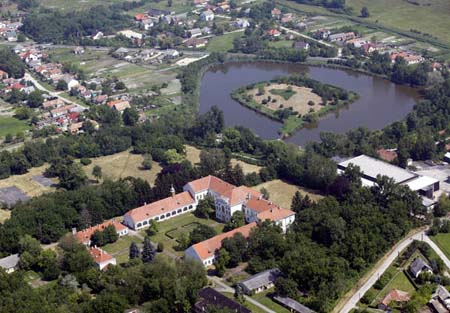
Otra vista aérea del palacio